# Martina Schild
Martina Schild (ur. 26 października 1981 w Brienz) – szwajcarska narciarka alpejska, wicemistrzyni olimpijska, brązowa medalistka mistrzostw świata juniorów.

## Kariera
Pierwszy raz na arenie międzynarodowej Martina Schild pojawiła się 7 grudnia 1996 roku w Saas-Fee, gdzie w zawodach FIS Race w gigancie zajęła 39. miejsce. W 2000 roku wystartowała na mistrzostwach świata juniorów w Québecu, gdzie jej najlepszym wynikiem było jedenaste miejsce w supergigancie. Podczas rozgrywanych rok później mistrzostw świata juniorów w Verbier w tej samej konkurencji wywalczyła brązowy medal, plasując się za Austriaczką Kathrin Wilhelm i Niemką Marią Riesch.
Największy sukces osiągnęła w 2006 roku, kiedy podczas igrzysk olimpijskich w Turynie wywalczyła srebrny medal w zjeździe. W zawodach tych rozdzieliła na podium Austriaczkę Michaelę Dorfmeister oraz Anję Pärson ze Szwecji. Na tej samej imprezie zajęła także szóste miejsce w supergigancie. Na rozgrywanych w 2007 roku mistrzostwach świata w Åre wystąpiła tylko w supergigancie, kończąc rywalizację na dwunastej pozycji. Był to jej jedyny start na imprezach tego cyklu. W styczniu 2010 roku doznała kontuzji, zrywając więzadło krzyżowe przednie w lewym kolanie. Wykluczyło to ją ze startu na rozgrywanych miesiąc później igrzyskach olimpijskich w Vancouver.
W zawodach Pucharu Świata zadebiutowała 21 grudnia 2001 roku w Sankt Moritz, zajmując 29. miejsce w zjeździe. Tym samym już w swoim debiucie wywalczyła pierwsze pucharowe punkty. Trzykrotnie stawała na podium zawodów pucharowych, pierwszy raz dokonując tego 16 grudnia 2006 roku w Reiteralm, gdzie była trzecia w supergigancie. W zawodach tych lepsze były jedynie dwie Austriaczki: Renate Götschl i Nicole Hosp. Następnie odniosła swoje jedyne zwycięstwo, wygrywając w tej samej konkurencji 2 grudnia 2007 roku w Lake Louise. Ponadto zajęła także trzecie miejsce w supergigancie 10 stycznia 2010 roku w Haus, ulegając tylko Lindsey Vonn z USA i Anji Pärson. Najlepsze wyniki osiągnęła w sezonie 2007/2008, kiedy w klasyfikacji generalnej zajęła 23. miejsce, a w klasyfikacji supergiganta była jedenasta. Z powodu kontuzji kręgosłupa Szwajcarka nie startowała w sezonie 2012/2013.
Kilkukrotnie zdobywała medale mistrzostw Szwajcarii, w tym złote w zjeździe w latach 2007 i 2009. Z powodu przedłużających się kłopotów ze zdrowiem we wrześniu 2013 roku zakończyła karierę.
Jest wnuczką Hedy Schlunegger, mistrzyni olimpijskiej w biegu zjazdowym z ZIO 1948.
Martiny Schild nie należy mylić z austriacką alpejką o tym samym nazwisku, Marlies Schild.

## Osiągnięcia

### Igrzyska olimpijskie
| Miejsce | Dzień     | Rok  | Miejscowość | Konkurencja | Czas biegu  | Strata  | Zwyciężczyni         |
| ------- | --------- | ---- | ----------- | ----------- | ----------- | ------- | -------------------- |
| 2.      | 15 lutego | 2006 | Turyn       | Zjazd       | 1:56,49 min | +0,37 s | Michaela Dorfmeister |
| 6.      | 20 lutego | 2006 | Turyn       | Supergigant | 1:32,47 min | +0,86 s | Michaela Dorfmeister |

### Mistrzostwa świata
| Miejsce | Dzień    | Rok  | Miejscowość | Konkurencja | Czas biegu  | Strata  | Zwyciężczyni |
| ------- | -------- | ---- | ----------- | ----------- | ----------- | ------- | ------------ |
| 12.     | 6 lutego | 2007 | Åre         | Supergigant | 1:18,85 min | +1,78 s | Anja Pärson  |

### Mistrzostwa świata juniorów
| Miejsce | Dzień     | Rok  | Miejscowość | Konkurencja | Czas biegu  | Strata   | Zwyciężczyni         |
| ------- | --------- | ---- | ----------- | ----------- | ----------- | -------- | -------------------- |
| 32.     | 21 lutego | 2000 | Québec      | Zjazd       | 1:13,47 min | +3,25 s  | Fränzi Aufdenblatten |
| 11.     | 22 lutego | 2000 | Québec      | Supergigant | 1:18,79 min | +1,72 s  | Kathrin Wilhelm      |
| 47.     | 25 lutego | 2000 | Québec      | Gigant      | 1:55,08 min | +10,47 s | Anja Pärson          |
| 39.     | 26 lutego | 2000 | Québec      | Slalom      | 1:50,79 min | +16,92 s | Anja Pärson          |
| 7.      | 6 lutego  | 2001 | Verbier     | Zjazd       | 1:33,56 min | +1,22 s  | Astrid Vierthaler    |
| 3.      | 7 lutego  | 2001 | Verbier     | Supergigant | 1:33,54 min | +0,30 s  | Kathrin Wilhelm      |

### Puchar Świata

#### Miejsca w klasyfikacji generalnej
- sezon 2001/2002: 121.
- sezon 2002/2003: 94.
- sezon 2003/2004: 65.
- sezon 2004/2005: 115.
- sezon 2005/2006: 61.
- sezon 2006/2007: 45.
- sezon 2007/2008: 23.
- sezon 2008/2009: 48.
- sezon 2009/2010: 30.
- sezon 2010/2011: 30.
- sezon 2011/2012: 30.

#### Miejsca na podium w zawodach
1. Reiteralm – 16 grudnia 2006 (supergigant) – 3. miejsce
2. Lake Louise – 2 grudnia 2007 (supergigant) – 1. miejsce
3. Haus – 10 stycznia 2010 (supergigant) – 3. miejsce